# Té para 3
«Té para 3» es una canción del grupo musical de Argentina Soda Stereo y uno de los éxitos de su álbum de estudio titulado Canción animal. La letra y la música pertenecen a Gustavo Cerati, cantante y guitarrista del grupo musical.
La versión del álbum grabado para MTV Unplugged Comfort y música para volar contiene un fragmento del solo de la canción «Cementerio club» escrita por Luis Alberto Spinetta, un ídolo y gran influencia musical para Cerati.

## Composición y análisis

### Contenido lírico
La letra evoca el momento en que Gustavo Cerati, junto con su madre Lilian y su padre Juan José, debe enfrentarse a la noticia de la enfermedad de este último, un cáncer terminal que le ocasionaría la muerte un par de años después (1992). La canción relata cómo vivió Gustavo esa situación tan dolorosa. Su madre confesó que éste es su tema preferido.

"Estábamos los tres y yo no pude sostenerme, lógicamente. Por eso el ‘te vi que llorabas, te vi que llorabas por él…’. Se me pone la piel de gallina en este momento"

contó Lilian Clark en una nota. Y continuó emocionada: 

“Estábamos tomando el té porque en casa nunca faltó el té, como buena heredera de irlandeses que soy. Estábamos los tres, Gustavo, mi marido y yo. Teníamos en la mano el último análisis que iba a confirmar o no la enfermedad y en qué estado estaba. La verdad que los resultados eran muy negativos”.

### Estructura musical
La canción en ritmo de vals compás de 3/4, en la que la voz de Gustavo Cerati y su guitarra acústica sólo son acompañadas por el  bajo de Zeta Bosio y un teclado. Tiene la particularidad de que no hay participación de Charly Alberti, baterista de la banda. La diferencia es notoria en relación con las demás canciones del álbum, ya que Canción Animal justamente se caracteriza por ser un álbum muy roquero y con la guitarra eléctrica como uno de sus protagonistas.[cita requerida]

## Versiones
En diferentes versiones en vivo junto a Soda Stereo o como solista, Cerati ha cambiado la música y la estructura de la canción hacia un estilo más cercano al blues, incluyendo el uso de la batería, ausente en la versión original. En ellas incluye solos de guitarra, ya sea utilizando una guitarra eléctrica (comúnmente la Gibson ES-335) o una guitarra electroacústica. Una de ellas se puede apreciar en el disco Comfort y Música para Volar, que Soda Stereo grabó en vivo para MTV. En esta versión, Cerati introduce el distintivo punteo del tema "Cementerio Club", de Luis Alberto Spinetta.
La canción fue tocada en el "Último Concierto" de la banda, en el estadio River Plate de Buenos Aires, Argentina, en 1997. Esta versión fue similar a la original, tocada sólo en guitarra acústica y teclado. Al finalizar, Cerati dedicó el tema: "Esto es para mi papá". Esto fue incluido en el DVD El Último Concierto.  La canción también fue incluida en la versión en CD de El Último Concierto, aunque en aquel disco, no aparece la versión del nombrado último concierto en Buenos Aires, sino del último concierto que tocaron en Chile, el 13 de septiembre de 1997. Al final de esta versión, Cerati dijo en cambio, "Ustedes saben que esta también es mi casa".
Cerati, como solista, interpretó la canción durante la Gira Ahí Vamos y Luis Alberto Spinetta incluyó la canción en el recital de Spinetta y las Bandas Eternas, haciendo una versión justamente teniendo como invitado a Cerati.
En 2023, Richard Coleman le dedicó la canción a Moisés Gabriel Arazi, por el 29º aniversario del Atentado a la AMIA.

## Créditos y personal
- Gustavo Cerati: Voz y guitarra acústica de 12 cuerdas.
- Zeta Bosio: Bajo.
- Tweety González: Teclados.